# Stine Brix
Stine Maiken Brix (nascida a 3 de abril de 1982, em Glostrup) é um político dinamarquês que foi membro do Folketing pelo partido da Aliança Vermelha e Verde de 2011 a 2019.

## Carreira política
Brix foi eleita pela primeira vez para o parlamento nas eleições legislativas dinamarquesas de 2011, nas quais recebeu 2.667. Foi reeleita em 2015 com 5.762 votos e não concorreu na eleição de 2019.